# Scinax machadoi
Scinax machadoi és una espècie de granota de la família dels hílids. És endèmica del Brasil.
Els seus hàbitats naturals inclouen boscos tropicals o subtropicals secs i a baixa altitud, montans secs, zones d'arbusts i rius. Està amenaçada d'extinció per la destrucció del seu hàbitat natural.